# 金久保通雄
金久保 通雄（かなくぼ みちお、1909年10月3日 - 1971年6月7日）は、昭和時代に活躍した新聞記者である。

## 人物
東京出身。法政大学卒。国民新聞社、東京日日新聞を経て1936年に読売新聞入社。読売新聞時代には満州国新京支局長、論説委員、社会部長、出版局長を歴任した。つづり方コンクール、全日本学生キャンプ、読売教育賞などを企画する。また、日刊新聞を小中学校の教材にした新聞学習を提唱、実験教育を試みた。
1968年に定年により読売新聞社を退職、翌1969年、報知新聞社に転じて常務取締役・編集局長を務め、1970年に報知新聞を退職した。

## 著書
- 『国境』ヘラルド雑誌社 1940
- 『支那の奥地』興亜書房 1942
- 『友邦中華民國』光風館 1943
- 『明日をつくる教育』福村書店 1956
- 『考えない葦 素顔のアメリカ』河出新書 1956
- 『教育はだれのために』福村書店 1956
- 『ある社会部長の独白』雪華社 1958
- 『人間と教育 親と教師に訴える』雪華社 1958
- 『教育の素顔』弘文堂 1961
- 『マスコミ文章読本』現代ジャーナリズム出版会 1967
- 『情報化社会入門 あなたの生活はこう変る』現代ジャーナリズム出版会 1970
- 『編集企画 情報化時代のプランニング』現代ジャーナリズム出版会 1970

### 編共著
- 『聯合国の日本管理方策』嶌信正共著　ジープ社 1946
- 『現代教育二十三講』編 河出書房 1953
- 『自然にいどむ 豊かな日本の建設』編 福村書店 少年少女文庫 1954
- 『女性教師は訴える』編 福村書店 1954